# أحمد المهري
أحمد المهري، لاعب كرة قدم من دولة الإمارات العربية المتحدة.
يلعب بمنتخب الإمارات لكرة القدم والجزيرة الإماراتي، وسبق له أن لعب بمنتخب الإمارات الأولمبي لكرة القدم وضمه برونو ميتسو نظرا لمواهبه والغيابات بمنتخب الإمارات لكرة القدم وانضم لمنتخب الإمارات لكرة القدم قبل بداية كأس آسيا 2007، ولقب بالفيتامينسي في مباراة الجزيرة الإماراتي والوحدة الإماراتي، وكانت من أبرز المباريات التي خاضها ويلعب جناح أيمن.
أبهر دادا العالم عندما ألتقى منتخب الإمارات لكرة القدم مع نادي ميلان الإيطالي، حيث أدخله المدرب برونو ميتسو في الشوط الثاني، فحاول جاهدا في الناحية اليمنى من تحقيق التقدم للمنتخب الإماراتي، لكنهم خسروا في الدقائق العشر الأخيرة وحصل على الإشادة من لاعبي ميلان.

## روابط خارجية
أحمد دادا على موقع الاتحاد الدولي (مؤرشف)  (الإنجليزية)
- أحمد دادا على موقع قاعدة بيانات كرة القدم.إي يو (الإنجليزية)
- أحمد دادا على موقع ناشيونال فوتبول تيمز (الإنجليزية)
- أحمد دادا على موقع كووورة